# Umberto Tirelli
Umberto Tirelli (28. května 1928 Gualtieri – 26. prosince 1990 Řím) byl italský krejčí, módní návrhář a sběratel historických oděvů, známý především svojí prací pro film. 

## Životopis
Byl nejstarší ze čtyř dětí a od dětství pracoval v rodinném vinařství. K zájmu o módu ho přivedl krejčí z rodného města Luigi Bigi. Od roku 1952 Tirelli pracoval v obchodě s oděvy na Via Montenapoleone v Miláně. Ve věku 27 let nastoupil do podniku Sartoria d'arte Finzi, zaměřeného na kostýmy pro divadlo La Scala. Pak přešel do římského Sartoria Safas a v roce 1964 založil vlastní firmu Tirelli Costumi. Spolupracoval s předními italskými návrháři filmových kostýmů jako byli Lila De Nobili, Piero Tosi, Milena Canonero, Gabriella Pescucci a Ezio Frigerio. Pro Theodora Pištěka šil kostýmy do filmů Amadeus a Valmont. Věnoval se historii a filologii odívání, zkoumal starodávné krejčovské techniky a vlastnil sbírku 15 000 kusů historického oblečení.
Spolu s Guidem Verganim vydal autobiografii Vestire i sogni. Odkázal sto kostýmů (některé pocházely až ze 17. století) muzeu módy ve florentském Paláci Pitti. Jeho ateliér, který po smrti Tirelliho provozuje Dino Trappetti, vytvořil za svou existenci 300 000 kostýmů a podílel se na sedmnácti Oscarech za nejlepší kostýmy.